# Optischer Computer
Optische Computer sind Computer oder Rechenwerke, die vollständig oder teilweise mit optischen Elementen anstatt elektronischer Komponenten Daten verarbeiten. Hierbei kommen optoelektronische Elemente oder passive optische nicht-lineare Elemente zum Einsatz.

## Einleitung
Ein optischer beziehungsweise photonischer Computer ist ein Gerät, das Photonen im sichtbaren Licht oder Infrarotstrahlung anstelle elektrischer Impulse nutzt. Die von Lasern oder Leuchtdioden emittierten Photonen werden zur Datenverarbeitung genutzt. Photonen haben eine höhere Bandbreite und eine zehnmal höhere Geschwindigkeit als die in herkömmlichen Computern verwendeten Elektronen (siehe Lichtwellenleiter).
Die meisten Forschungsprojekte konzentrieren sich darauf, die stromführenden digitalen Computerkomponenten durch optische Äquivalente zu ersetzen, was zu einem optischen digitalen Computersystem führt, das binäre Daten verarbeitet. Dieser Ansatz bietet den Vorteil, dass optische Komponenten in herkömmliche Computer integriert werden können, um ein optisch-elektronisches Hybridsystem zu schaffen. Optoelektronische Komponenten verlieren jedoch 30 % ihrer Energie für die Umwandlung von elektrischer Energie in Photonen und zurück; diese Umwandlung verlangsamt auch die Übertragung von Nachrichten. Bei rein optischen Computern entfällt die Notwendigkeit der optisch-elektrisch-optischen (OEO) Umwandlung, was den Stromverbrauch senkt.
Anwendungsspezifische Geräte wie das Synthetic Aperture Radar (SAR) und optische Korrelatoren wurden entwickelt, um die Prinzipien der optischen Datenverarbeitung zu nutzen. Korrelatoren können beispielsweise zur Erkennung und Verfolgung von Objekten und zur Klassifizierung serieller optischer Daten in Abhängigkeit von der Zeit eingesetzt werden.

## Optische Komponenten für binäre Digitalrechner
Der grundlegende Baustein moderner elektronischer Computer ist der Transistor. Um elektronische Bauteile durch optische zu ersetzen, ist ein entsprechender optischer Transistor erforderlich. Dies wird durch die Verwendung von Materialien mit einem nichtlinearen Brechungsindex erreicht. Insbesondere gibt es Materialien, bei denen die Intensität des einfallenden Lichts die Intensität des durch das Material durchgelassenen Lichts in ähnlicher Weise beeinflusst wie das Leitungsverhalten eines bipolaren Transistors. Ein solcher optischer Transistor kann zur Herstellung optischer Logikgatter verwendet werden, die wiederum zu den übergeordneten Komponenten des Prozessors (CPU) eines Computers zusammengesetzt werden. Dabei handelt es sich um nichtlineare optische Kristalle, mit denen Lichtstrahlen zur Steuerung anderer Lichtstrahlen manipuliert werden können.
Wie jedes binäre Computersystem benötigt auch ein optisches Rechensystem drei Voraussetzungen:
- einen optischen Prozessor
- optische Datenübertragung, z. B. über Glasfaserkabel
- optische Datenspeicher, z. B. durch Zwischenspeichern in Schallwellen[8] oder Langzeitspeichern in Siliciumdioxid[9]

## Vor- und Nachteile
Der Einsatz optischer Systeme in der Rechentechnik bietet einige Vorteile gegenüber der konventionellen Elektronik:
- nahezu verlustfreie Übertragung über lange Strecken
- Hohe Übertragungsgeschwindigkeit (etwa zehnfache Geschwindigkeit elektronischer Verbindungen)
- Hohe Bandbreite (zum Beispiel durch Einsatz von Wellenlängenmultiplex)
- Höhere Schaltgeschwindigkeit als gängige Transistoren[10]
- Optische Freiraumverbindungen ermöglichen direkte Verbindung und dreidimensionale Verbindungen

Dagegen ergibt der erhöhte Aufwand bei der Herstellung und Integration optischer Elemente in vorhandene Systeme höhere Produktionskosten.

### Kontroverse
Über die zukünftigen Leistungsfähigkeit optischer Computer herrscht Uneinigkeit; ob sie mit elektronischen Computern auf Halbleiterbasis in Bezug auf Geschwindigkeit, Stromverbrauch, Kosten und Größe konkurrieren können, ist eine offene Frage. Kritiker weisen darauf hin, dass reale Logiksysteme „Wiederherstellung auf Logikebene, Kaskadierbarkeit, Fan-Out und Eingangs-Ausgangs-Isolierung“ erfordern, die derzeit alle von elektronischen Transistoren zu niedrigen Kosten, geringer Stromaufnahme und hoher Geschwindigkeit bereitgestellt werden. Damit die optische Logik über einige wenige Nischenanwendungen hinaus wettbewerbsfähig ist, sind große Durchbrüche in der Technologie nichtlinearer optischer Bauelemente erforderlich bzw. geänderte Art der Datenverarbeitung selbst.

## Einsatzmöglichkeiten optischer Verbindungen
- Verbindung von Baugruppen, z. B. Computer mit Computer
- Verbindung von Leiterplatten, z. B. in Rechenwerken
- Verbindung von Bauteilen auf Leiterplatten, z. B. CPU mit Arbeitsspeicher
- Verbindungen in integrierten Schaltkreisen

Während die Verbindung von Baugruppen und Leiterplatten heute bereits Verwendung findet, sind Verbindungen von und in integrierten Schaltkreisen noch in der Entwicklung.

## Prinzipien der optoelektronischen Datenverarbeitung
Es werden optische Verbindungselemente und/oder Verarbeitungseinheiten in elektronische Systeme integriert. Licht dient als Informationsträger, die logischen Schaltvorgänge werden elektronisch gesteuert. Diese Methode eignet sich besonders gut zur Verteilung des Taktes in einem System, was auch zu einer Minimierung des Taktversatzes führt.

## Prinzipien der optischen Datenverarbeitung
Hier kommen vor allem passive optische Elemente zum Einsatz. Licht dient auch hier als Informationsträger, jedoch erfolgen die Schaltvorgänge durch Steuer-Lichtstrahlen, die den Brechungsindex von nichtlinearen optischen Stoffen ändern. Solche Bauteile weisen ähnliche Eigenschaften wie elektronische Transistoren auf.

## Photonische Logik

Realisierung eines photonisch gesteuerten NICHT-Gatters zur Verwendung in Quantencomputern

Photonische Logik ist die Verwendung von Photonen in Logikgattern (NOT, AND, OR, NAND, NOR, XOR, XNOR). Die Umschaltung erfolgt durch nichtlineare optische Effekte, wenn zwei oder mehr Signale kombiniert werden.
Resonatoren sind in der photonischen Logik besonders nützlich, da sie einen Aufbau von Energie aus konstruktiver Interferenz ermöglichen und damit optische nichtlineare Effekte verstärken.
Weitere untersuchte Ansätze sind die photonische Logik auf molekularer Ebene unter Verwendung von photolumineszierenden Chemikalien. In einer Demonstration führten Witlicki et al. logische Operationen mit Molekülen und oberflächenverstärkte Raman-Spektroskopie (SERS) durch.